# سالتو، اروگوئه
سالتو، اروگوئه (به اسپانیایی: Salto) شهری در کشور اروگوئه، استان سالتو است که جمعیت آن در سرشماری سال ۲۰۰۴ میلادی ۹۹٬۰۷۲ نفر بوده‌است. سالتو از نظر جمعیت، دومین شهر بزرگ اروگوئه است.

## موقعیت و جغرافیا
سالتو در فاصله ۴۹۶ کیلومتری از مونته‌ویدئو در کنار رود اروگوئه واقع شده‌است.